# Al-Fukaha
Die arabischsprachige Satirezeitschrift al-Fukaha (arabisch الفكاهة, DMG al-Fukāha ‚Humor, Scherz, Witz‘) erschien wöchentlich zwischen 1926 und 1933 in Kairo. Herausgeber war der bekannte Verlag Dar al-Hilal, der insgesamt sieben Jahrgänge mit 369 Ausgaben veröffentlichte. Eine Ausgabe bestand aus 48 Seiten und einem meist karikaturistisch gestalteten Titelbild. Zahlreiche Karikaturen, Comics und Illustrationen unterstützen die satirischen Texte, wobei deren Stil oft an die New Yorker Kunst der damaligen Zeit sowie die Pin-Up-Art erinnerte. Die Satire der Zeitschrift zielte einerseits auf die Kairoer Lebenswelt, andererseits auf die internationale soziale Szene ab. 1933 schloss Dar al-Hilal die beiden Zeitschriften al-Fukaha und al-Kawakib zum Satiremagazin Al-Ithnayn („Die beiden“/ „Die zwei“) zusammen.